# Szkolion

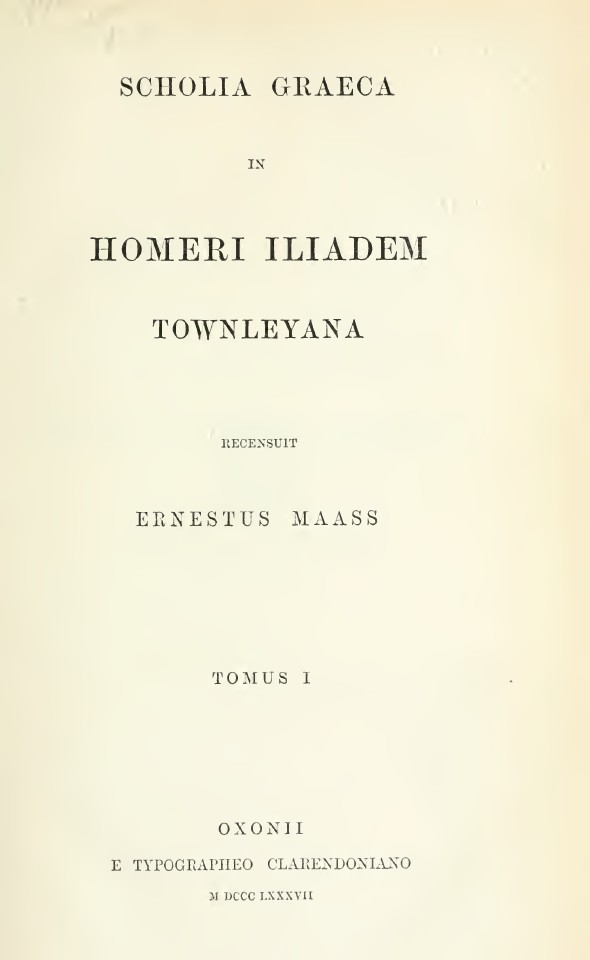
Scholia Graeca in Homeri Iliadem

A szkolion (görögül σχόλιον; latinul scholium, többes száma: scholia) görög eredetű szó, eredeti jelentése: kiselőadás. Később a görög és latin kéziratok lapszélére írt nyelvi, tárgyi, szövegkritikai stb. jegyzetek, magyarázatok, sokszor hellenisztikus vagy római kori tudósok magyarázatainak kivonatait nevezték így.
A kifejezés ebben az értelemben először Cicerónál olvasható (Ad Atticum 16, 7). A jegyzeteket eredetileg az alexandriai tudós grammatikusok műveiből excerptálták. Ez a helyzet a Homérosz-szkolionok, különösen az úgynevezett Venetus A 454 kódex szkolionjaival kapcsolatban, amelyekből Friedländer az Arisztonikosz- és Nikandrosz-fragmentumokat válogatta ki. A Pindaroszhoz, a görög tragédiaírókhoz, az Arisztophanészhoz írt szkolionok is sajnos többszörös közvetítéssel, az időszámítás-forduló körül élt Didümosz Khalkenteroszra és rajta keresztül tovább a nagy alexandriai filológusokra (Zénodotosz, Arisztophanész, Arisztarkhosz) vezethetők vissza. Ludwich a Didymos-töredékeket válogatta ki. Az alexandriai kor görög költőihez írt szkolionok végső forrása Theón. A római irodalomban Augustus korától szaporodtak meg a szkolionok, ugyanis ekkortól növekedett meg nagymértékben a tudós irodalom, így még a grammatikusok is egyre inkább rászorultak az ilyen kivonatokra. A római írók közül többek közt Terentius, Cicero, Horatius műveihez készült fontosabb scholionok maradtak fenn. A szkolion általában néhány szót idéz a szövegből (ez a lémma), s ehhez fűzi a magyarázatot.
Az említetteken kívül fontosak a görög Hésziodoszhoz, Apollóniosz Rhodioszhoz, Szophoklészhez, Aratoszhoz, Nikandroszhoz, Theokritoszhoz, valamint a római Plautushoz, Vergiliushoz, Persiushoz, Iuvenalishoz írott jegyzetek.
A szkoliont író személy a szkoliasztész (σχολιαστής) vagy latinul scholiasta. A latin scholiasták közül név szerint ismerjük Donatust, Servius Maurus Honoratust, Porphyriót, Probust, Cornutust. Minél több kézen ment át valamely kézirat, annál több benne a minden határozott terv nélkül felhalmozott scholion, ugyanis minden másoló, revisor, műveltebb olvasó szinte kötelességének tartotta, hogy a régi jegyzeteket akár olvasmányai eredményeiből, akár saját ötleteiből gyarapítsa. A jegyzetek tömege így egyre áttekinthetetlenebbé vált, és a modern szövegkritika egyik feladata, hogy az értékes részleteket kirostálja. Ez azért is fontos, mert az alexandriai nagy grammatikusok fontos töredékei sokszor csak ilyen formában maradtak ránk.

## Kiadások
- Friedländer, Ludwig: Aristonici (…) reliquiae (1853)
- Carnuth: Aristonici (…) reliquiae (1869)
- Ludwich, Arthur: Hero und Leandros mit ausgewählten Varianten und Scholien (Bonn, 1912)
- 22 szkholion (Ritoók Zsigmond: Színház és stadion, antológia, 1968)